# Южный Парк: Присоединение к Пандервселенной
«Южный парк: Присоединение к Пандервселенной» (англ. South Park: Joining the Panderverse, дословно — «Южный Парк: Присоединение к Пандервёрсу») — спецвыпуск американского анимационного комедийного ситкома телеканала Comedy Central «Южный Парк». Режиссёром и автором сценария выступил Трей Паркер. Спецвыпуск является пятым из 14 запланированных спешлов сериала для стримингового сервиса Paramount+. Премьера состоялась 27 октября 2023 года.
В спецвыпуске пародируется компания The Walt Disney Company, в частности её генеральный директор — Роберт «Боб» Айгер и президент Lucasfilm — Кэтлин Кеннеди, а также предполагаемая практика производства шаблонных фильмов, демонстрирующих «принудительное пробуждение», по причинам политики идентичности. Сюжет повествует о четверокласснике Эрике Картмане, который переносится в другую вселенную, где все жители Южного Парка — женщины разных рас, выступающие против патриархата, в то время как версия Кеннеди, похожая на Картмана, часто вмешивается в проекты Disney, требуя включения в них представителей меньшинств.

## Сюжет
Эрик Картман переносится в альтернативную вселенную, которая населена исключительно женщинами разных рас. В этой вселенной сам Эрик Картман — чернокожая женщина. Эта женщина меняется с настоящим Эриком местами и попадает в его вселенную. В то же время Рэнди Марш не может найти мастера для ремонта дверцы духовки. Люди обленились из-за технологий и разучились что-либо делать сами. Обычные же рабочие, занимающиеся разнообразным ремонтом, разбогатели из-за увеличения спроса на их услуги и теперь их услуги стали слишком дорогими. Тем временем Боб Айгер и правление Disney замечают, что что-то произошло с Кэтлин Кеннеди. Её внешность изменилась, а сама она требует во все постановки студии включать чернокожих лесбиянок. Из-за этого фильмы студии стали проваливаться.
Эрик Картман пытается выбраться из чужой вселенной. Его находит Кэтлин Кеннеди, которая сообщает ему, что они из одной вселенной. В подвалах студии Disney хранится некий древний искусственный интеллект под названием «Пандерстоун» (англ. Panderstone — «Камень потворства»). На студии использовали его, чтобы создавать похожие фильмы, которые бы нравились зрителям. Постепенно в Disney стали получать в больших количествах письма с оскорблениями насчёт их фильмов. Кэтлин Кеннеди стала всё чаще и чаще прибегать к помощи «Пандерстоуна», но оскорбительных писем становилось только больше. В какой-то момент что-то произошло и она переместилась в эту расово-разнообразную женскую вселенную, а здешняя Кэтлин Кеннеди переместилась в её мир. Картман признаётся, что письма с оскорблениями писал он.
Боб Айгер и его советники подозревают, что во всей этой истории замешаны мультивселенные. Они находят по базе с фотографиями, что нынешняя Кэтлин Кеннеди похожа на некоего Эрика Картмана из Южного Парка. Они отправляются туда, где объединяются с Рэнди, который предоставляет свою сломанную духовку для организации портала с помощью «Пандерстоуна». Рэнди спускается в портал и все возвращаются в свои вселенные. Попутно из портала Рэнди приводит множество бедных разнорабочих, которые за небольшую плату готовы взяться за любую работу.

## Производство
5 августа 2021 года стало известно, что Трей Паркер и Мэтт Стоун подписали сделку на 900 миллионов долларов о продлении сериала до 30-го сезона и создании 14 полнометражных фильмов, эксклюзивных для Paramount+. Было подтверждено, что они будут выпускаться по два фильма в год.

## Отсылки к популярной культуре
- Название спецвыпуска является отсылкой к мультфильму 2023 года — «Человек-паук: Паутина вселенных», при этом в спецвыпуске пародируются схожие сюжетные моменты.
  - Главный герой мультфильма Майлз Моралес, также упоминается.
- Кайл говорит: «Да тошнит уже от тупой мультивселенной», ссылаясь на множество недавних фильмов, в которых использовалась эта концепция, включая «Мстители: Финал», «Человек-паук: Нет пути домой», «Доктор Стрэндж: В мультивселенной безумия», «Человек-муравей и Оса: Квантомания», «Флэш» и анимационную франшизу «Spider-Verse».
- Картман ссылается на многочисленные медиафраншизы, выпустившие новые фильмы, в которых белые герои-мужчины заменены женскими и/или небелыми версиями персонажей, такие как: «Охотники за привидениями», «Аквамен», «Капитан Марвел» и франшиза «Spider-Verse», а также такие персонажи, как Ник Фьюри, Хеймдалль, Перри Уайт, Эм-Джей и Электро. Упоминается, что Индиану Джонса заменила женщина, что отсылает к персонажу Хелене Шоу, из фильма 2023 года — «Индиана Джонс и Колесо судьбы», которую сыграла Фиби Уоллер-Бридж.
- Музыка, которая играет, когда Кэтлин Кеннеди гонится за Картманом по улицам, основана на музыкальной теме — «Tunnel Chase», из фильма 1984 года — «Терминатор»[6].
  - Особый стиль бега Кэтлин Кеннеди, основан на стиле Т-1000 из сиквела 1991 года — «Терминатор 2: Судный день»[7].

## Отзывы и критика
Даниэль Курланд из Bubblabbber отметил, что «„Южный Парк: Присоединение к Пандервселенной“ — успешный специальный выпуск, хотя немного удивительно видеть его в одной части. В прошлых выпусках „Южного Парка“ в нескольких выпусках рассказывались более грандиозные истории, но на этот раз, похоже, это не так», Курланд оценил этот эпизод как умный и своевременный специальный выпуск, который доказывает, что сериал остается таким же острым, как и прежде, спустя 27 лет и более чем 325 серий.